# Szorb zászló
A szorb zászló (felső szorb nyelven Serbska chorhoj, alsó szorb nyelven Serbska chórgoj) a Lausitzban élő nyugati szláv nép, a szorbok által használt, a pánszláv színeket tartalmazó háromszínű zászló. 

## Története
Első ízben 1842-ben említették a lohsai harangszentelés alkalmából. A helybéli lelkész, Handrij Zejler szorb romantikus költő a Serbskie barwy című költeményben ünnepelte a zászlót. 1848-ban a szláv népek képviselőinek berlini találkozóján a szorb színek  megjelentek egy zászlón; ugyanannak az évnek júniusában Prágában elfogadták szorb nemzeti zászlóként a hosszanti csíkozású kék-vörös-fehér zászlót.
A Német Császárságban nem nézték jó szemmel a szorb zászlót használatát, néha azonban sikerült kitűzni; így történt például 1904. szeptember 26-án a bautzeni Lausitzi Ház felavatásakor. A weimari köztársaság éveiben a szorb zászló gyakran feltűnt.
1912-ben megalakult a Domowina, a lausitzi szorbok szövetsége. A nemzetiszocialista korszak idjén 1935-ben betiltották a zászlót, 1937-ben pedig a szövetséget. A második világháború végén a Görlitz és Berlin közötti térség szorb lakosai a szorb zászlókkal köszöntötték a bevonuló szovjet és lengyel csapatokat. A Német Demokratikus Köztársaság zászlókról szóló jogszabályaiban a szorb zászlót nem említették; a kerületi tanácsok azonban szabályozták a használatát különleges alkalmakkor és ünnepnapokon.

## Jogállása

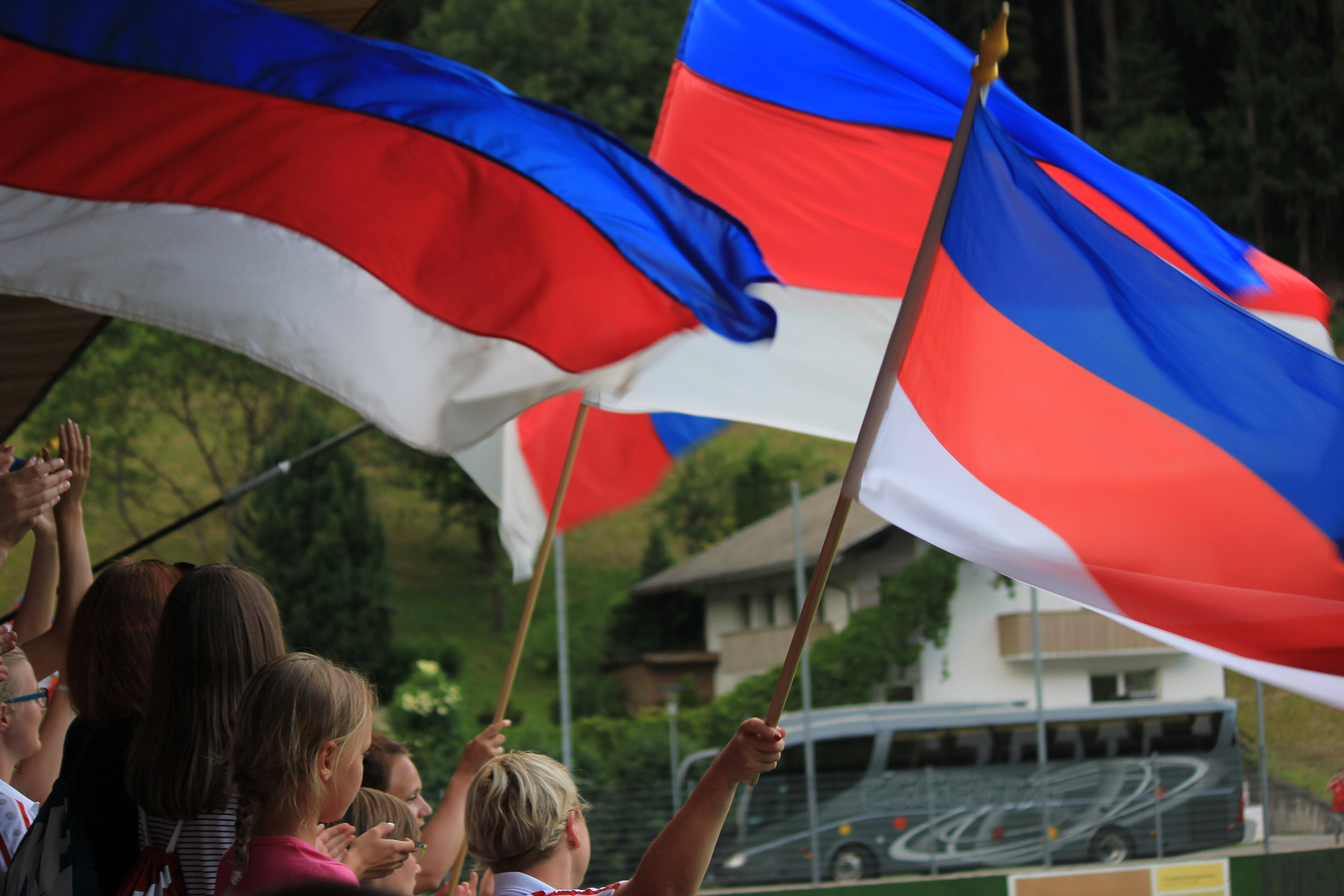
A zászló a szorb labdarúgó-válogatott egyik mérkőzésén (2016)

A Szász Szabadállam alkotmánya a következőképpen szabályozza a zászló használatát: A tartomány zászlója és címere mellett a szorb lakóterületen a szorb zászló és címer, a tartomány sziléziai részén pedig az alsó-sziléziai zászló és címer egyenjogú módon használható.
Brandenburgban az alkotmány a következőképpen fogalmaz:  A szorb településterületen a szorb nyelvet használni kell a közfeliratokon. A szorb zászló színei a kék, vörös, fehér A szorbok / vendek jogairól szóló törvény szabályozza a zászló használatának lehetőségeit: A szorb (vend) zászló színei: kék, vörös, fehér. Használatát tekintve a szorbok (vendek) hagyományos lakóterületén egyenrangú az állami szimbólumokkal.
A zászló tehát egyenrangúan használható a német állami (tartományi) szimbólumokkal, azonban nem részesül azonos jogi védelemben. 2018-ban Heiko Kosel szorb képviselő kérdést nyújtott be a szász tartományi kormányzatnak arra vonatkozóan, hogy létezik-e jogi védelem a szorb zászló manipulációja ellen; szerinte ugyanis a szorb zászlót ugyanúgy kellene védeni a visszaélések elől, mint az állami felségjeleket. A kérdés azért merült fel, mert egyes idegenellenes tüntetéseken a szorb zászlót módosított formában használták, például elhelyezték rajta a porosz sast vagy egy szívet a német zászló színeivel.

## Értelmezése
Handrij Zejler verseiben a következő értelmezést adta a színeknek: a kék az ég, a vörös a naplemente és a szerelem, a fehér az ártatlanság színe. Más értelmezés szerint a kék a hűséget, a vörös a bátorságot, a fehér az ártatlanságot jelképezi.

## Fordítás
Ez a szócikk részben vagy egészben  a   Flagge der Sorben című német Wikipédia-szócikk ezen változatának fordításán alapul.  Az eredeti cikk szerkesztőit annak laptörténete sorolja fel. Ez a jelzés csupán a megfogalmazás eredetét és a szerzői jogokat jelzi, nem szolgál a cikkben szereplő információk forrásmegjelöléseként.